# Ngày Tị nạn Thế giới
Ngày Tị nạn Thế giới (tiếng Anh:World Refugee Day), được Liên Hợp Quốc chọn là ngày 20 tháng 6 hàng năm, làm ngày lễ quốc tế dành để nâng cao nhận thức về tình trạng của những người tị nạn trên khắp thế giới.
Những kỷ niệm hàng năm được đánh dấu bởi một loạt các sự kiện tại hơn 100 quốc gia, trong số đó có sự tham gia của các quan chức chính phủ, nhân viên cứu trợ nhân đạo, tổ chức nhân đạo, người nổi tiếng, thường dân và người tị nạn. Hàng năm vào ngày Tị nạn Thế giới, Cao ủy Liên Hợp Quốc về người tị nạn UNHCR xuất bản một báo cáo hàng năm về số lượng người tị nạn và người tản cư trên toàn thế giới đã bị buộc phải rời bỏ nhà cửa do chiến tranh, xung đột và khủng bố.

## Lịch sử

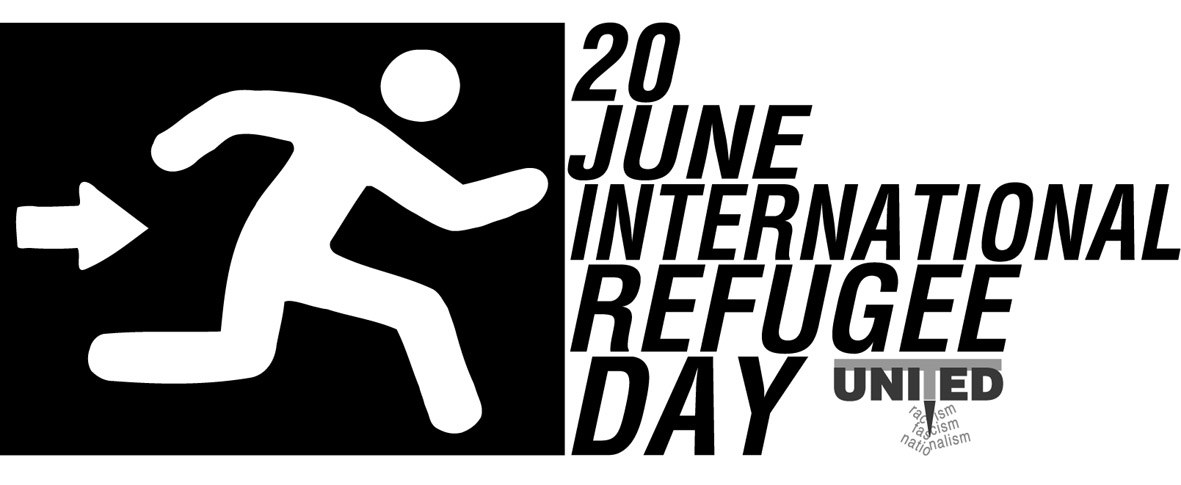
Biểu trưng vào Ngày Tị nạn Thế giới của tổ chức UNITED for Intercultural Action

Ngày 04 tháng 12 năm 2000, Đại hội đồng Liên Hợp Quốc trong Nghị quyết A/RES/55/76 quyết định rằng, từ năm 2001, 20 tháng 6 sẽ được tổ chức như Ngày Tị nạn Thế giới. Trong nghị quyết này, Đại hội đồng lưu ý rằng năm 2001 đánh dấu kỷ niệm lần thứ 50 của Công ước về vị thế của người tị nạn, 1951.
Trước 2000, Ngày tị nạn châu Phi đã được chính thức tổ chức ở nhiều nước vào ngày này. Liên Hợp Quốc cho biết, Tổ chức Thống nhất châu Phi (OAU) đã đồng ý để ngày người tị nạn quốc tế trùng ngày với Ngày tị nạn châu Phi.
Trong Giáo hội Công giáo La Mã, Ngày Thế giới Di Dân và Tị Nạn được tổ chức vào tháng Giêng mỗi năm, đã được thiết lập vào năm 1914 bởi Đức Giáo hoàng Piô X.

## Hiện tình
Hàng năm vào ngày Tị nạn Thế giới, Cao ủy Liên Hợp Quốc về người tị nạn UNHCR xuất bản một báo cáo hàng năm về số lượng người tị nạn và người tản cư trên toàn thế giới đã bị buộc phải rời bỏ nhà cửa do chiến tranh, xung đột và khủng bố. Theo báo cáo năm 2014, vào thời điểm cuối năm 2013 có hơn 51 triệu người đang chạy trốn hoặc bị trục xuất, trong đó có hơn 33 triệu người đàn ông, phụ nữ và trẻ em di tản trong khu vực các quốc gia riêng của họ ("người tản cư nội địa"). Như vậy, số lượng người tị nạn đã đạt mức cao nhất kể từ Chiến tranh thế giới thứ hai. Sự gia tăng với hơn sáu triệu người so với năm trước chủ yếu là do cuộc chiến ở Syria. Tại châu Phi, số người tị nạn, di tản và bị trục xuất cũng tăng đáng kể, đặc biệt là ở Cộng hòa Trung Phi và Nam Sudan. Quốc gia đang thu nhận số người chạy trốn nhiều nhất là Pakistan, Iran và Li-băng.